# 上海市第八人民医院
上海市第八人民医院是中華人民共和國上海市徐匯區一家综合性二级甲等医院，是上海中医药大学、上海市职工医学院教学医院。醫院创建于1947年4月10日，原名上海市第八医院。医院占地面积40亩，拥有10亩的中心绿地，18层病房大楼。